# Solzjenitsynaffären

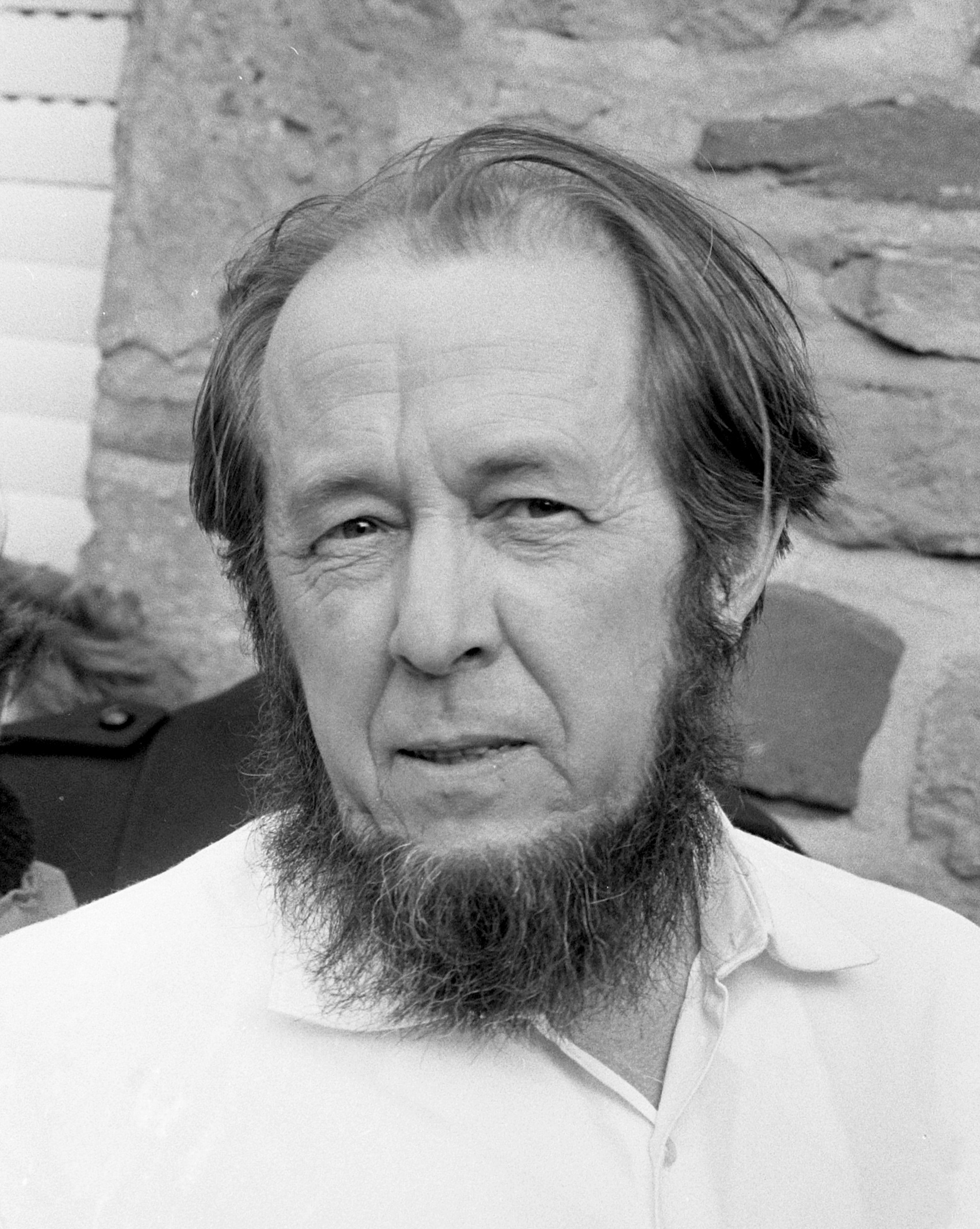
Författaren Aleksandr Solzjenitsyn den 14 februari 1974.

Solzjenitsynaffären var en politisk och diplomatisk affär i Sverige i början av 1970-talet, som berörde den dåvarande svenska regeringens agerande i samband med att den sovjetiske författaren Aleksandr Solzjenitsyn hade tilldelats 1970 års Nobelpris i litteratur. Den innebar att Solzjenitsyn inte beviljades inbjudan till den svenska ambassaden i Moskva, vilket ledde till att han varken kunde ordna med en resa till Nobelfestligheterna i Stockholm eller ta emot Nobelpriset vid ett offentligt överlämnande på ambassaden.

## Händelseförlopp

### Solzjenitsyn tilldelas Nobelpriset

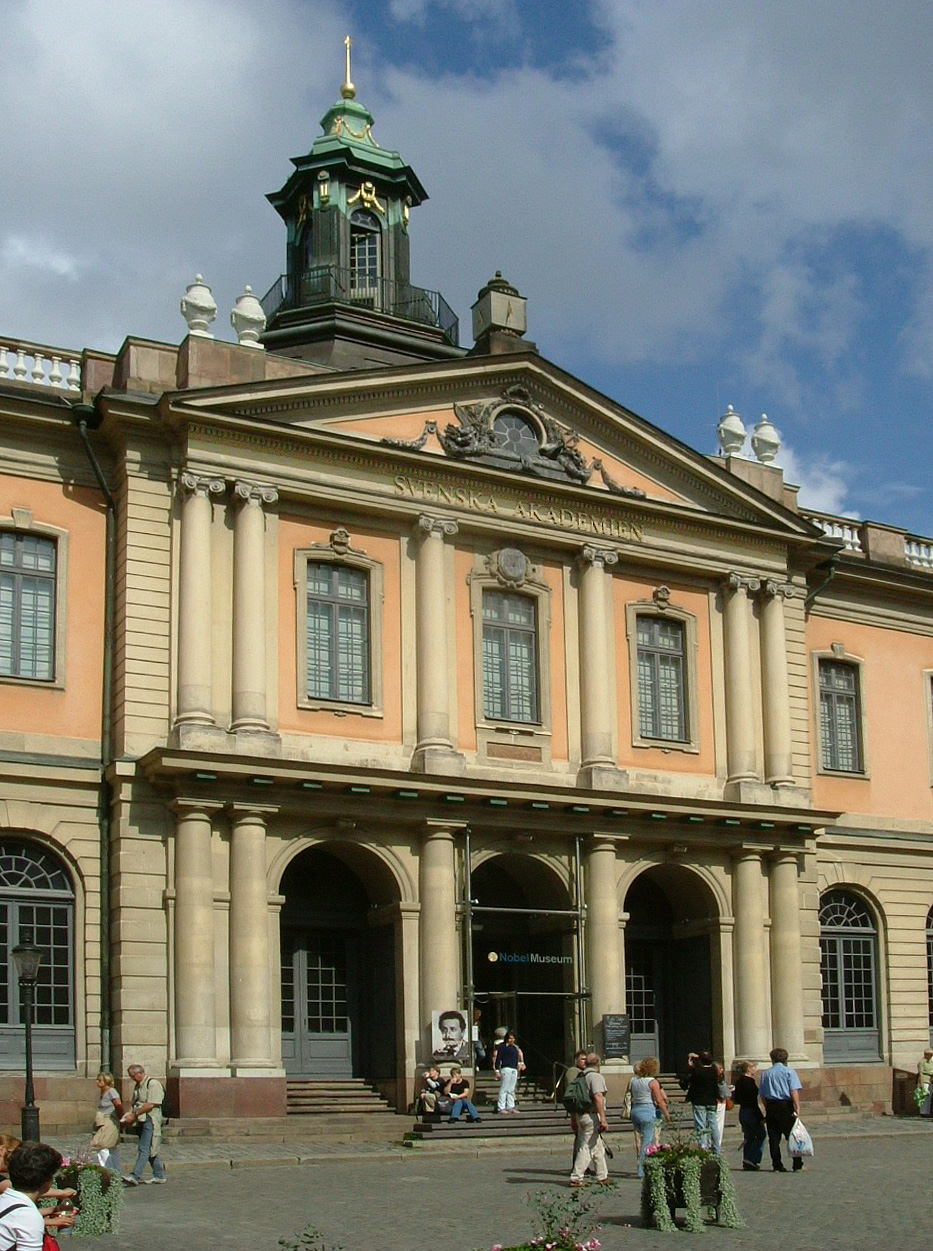
Svenska Akademiens lokaler i Gamla stan i Stockholm.

Den 7 oktober 1970 meddelade Svenska Akademien att den sovjetiske författaren och dissidenten Aleksandr Solzjenitsyn hade tilldelats 1970 års Nobelpris i litteratur, ”för den etiska kraft varmed han fullföljt den ryska litteraturens omistliga traditioner”. Solzjenitsyn, som bara ett år tidigare hade uteslutits ur den sovjetiska författarunionen, betraktades av den sovjetiska regimen som en icke-författare och fiende till folket. Efter romanen En dag i Ivan Denisovitjs liv och några noveller hade han inte fått tillstånd att offentligt publicera någonting, och förföljelserna från den sovjetiska säkerhetstjänsten KGB hade gjort honom isolerad och utsatt för fördömanden från den officiella pressen. Reaktionen från den sovjetiska regimen blev hård när det hade meddelats att Solsjenitsyn hade tilldelats Nobelpriset; han påstods ha blivit belönad för sitt ”antisovjetiska författarskap”. Solzjenitsyn har skrivit i sin memoarbok En kalv med eken stångades om hur han, då han befann sig i ett Gulag-läger och för första gången hörde talas om Nobelprisen, drog ”den politiska slutsatsen, att detta var något jag skulle behöva för min framtida Genombryting”. När Boris Pasternak fick priset 1958 och tvingades att avböja det sedan han hade utsatts för häftig kritik från de sovjetiska myndigheterna skrev Solzjenitsyn om hur han stärktes i sin övertygelse:
| ”                                                                    | Jag behöver det där priset! Som en stödjepunkt i striden! Och ju fortare jag får det desto fastare kommer jag att stå, desto hårdare kommer jag att slå! När jag får det kommer jag att handla stick i stäv mot Pasternak: Jag kommer absolut att acceptera, jag kommer absolut att resa och jag kommer att hålla ett utomordentligt fränt tal. Min återfärd skulle blockeras. Men – allt skulle bli publicerat! jag skulle kunna offentliggöra allt! hela den sprängladdning, som jag hopat, alltsedan cellboxarna i Lubjanka via vinteruppställningarna i Steplag, för alla de kvävdas skull, alla de arkebuserade och ihjälsvultna och ihjälfrusna! Jag skulle nå fram till nobeltribunen – och låta åskan gå! Nej, den landsförvisades lott var inte ett alltför högt pris att betala. | „ |
| – Aleksandr Solzjenitsyn (1975), En kalv med eken stångades, s. 237. | |   |

Solzjenitsyn meddelade först, samma dag som Svenska Akademien meddelade beslutet om att han hade tilldelats Nobelpriset, att han ämnade komma till Stockholm för att där motta priset vid den officiella ceremonin på Nobeldagen den 10 december. Han skickade också ett svarstelegram till Svenska Akademien där han skrev: ”Jag betraktar Nobelpriset som en tribut åt den ryska litteraturen och vår tunga historia.” Solzjenitsyn började dock snart att vackla i frågan om han skulle resa eller inte, bland annat på grund av risken att han inte skulle kunna återvända till Sovjetunionen efter en eventuell utresa. Han hade, från en källa som han själv bedömde som trovärdig, fått veta att det redan fanns ett beslut om att han skulle berövas sitt sovjetiska medborgarskap.

### Sverige nekar inbjudan till ambassaden
Den 28 oktober kontaktades den norske journalisten Per Egil Hegge (korrespondent för de skandinaviska tidningarna Aftenposten, Svenska Dagbladet och Berlingske Tidende) av en vän till Solzjenitsyn, som bad denne att till den svenska ambassaden i Moskva framföra Solzjenitsyns önskemål om en inbjudan till ett besök vid ambassaden den 27 november, för att då meddela sitt beslut om att resa eller inte samt eventuellt ordna med inresevisum till Sverige. Solzjenitsyns vän bad även Hegge att till den svenska ambassaden höra efter om möjligheterna att motta priset på ambassaden om det skulle visa sig omöjligt för Solzjenitsyn att resa till Stockholm.
Den 2 november kontaktade Hegge en diplomat vid den svenska ambassaden för att framföra dessa önskemål. Den 5 november, efter att först ha konsulterat Utrikesdepartementet i Stockholm, återkontaktade den svenske diplomaten Hegge med beslutet om att Solzjenitsyn inte kunde få en särskild inbjudan till ambassaden, något som ofta krävdes för sovjetiska medborgare som ville besöka utländska ambassader för att undvika repressalier, men att han ändå var välkommen det föreslagna datumet. Den svenske diplomaten meddelade även att en prisutdelning på ambassaden ”inte var möjlig”, då ambassadens främsta uppgift var att ”upprätthålla ett gott förhållande till de lokala myndigheterna”. Enligt den svenske diplomaten hade beslutet om detta fattats i Stockholm. Han framhöll också som ett skäl att Solzjenitsyn ”inte kunde behandlas annorlunda än andra sovjetiska medborgare” och att det ”inte hörde till vanligheterna att invitera sovjetiska privatpersoner till ambassaden”. Emellertid hade 1965 års nobelpristagare i litteratur, den regimtrogne sovjetiske författaren Michail Sjolochov, både gratulerats av och inbjudits till den svenska ambassaden och 1962 överlämnade den dåvarande svenske ambassadören i Moskva Nobelpriset i fysik till Lev Landau som låg svårt skadad efter en bilolycka.
Hegge meddelade ambassadens beslut till Solzjenitsyn vid ett möte med denne den 20 november. Den 27 november besökte Solzjenitsyn den svenska ambassaden, där han samtalade med ambassadör Gunnar Jarring och bad denne att meddela Svenska Akademien och Nobelstiftelsen hans beslut att inte resa till Stockholm. Solzjenitsyn har beskrivit detta besök i sina memoarer: ”Sluten, hård, lång, mörk [...] tog han [Jarring] emot mig med misstro.” På Solzjenitsyns fråga om ett prisöverlämnande kunde ske på ambassaden svarade Jarring att detta endast kunde ske konfidentiellt, ”som nu, här på tjänsterummet”. Detta förslag motsatte sig Solzjenitsyn, då han ansåg att överlämnandet skulle ske i öppenhet, i närvaro av ett visst antal personer, inför vilka han skulle kunna hålla sin nobelföreläsning. Solzjenitsyn ansåg att den svenska ambassadens förslag var ”förödmjukande för själva nobelpriset, som om det vore en skändlighet, som måste döljas för folk”.

### Solzjenitsyn avstår från Sverigeresa
I ett öppet brev (skickat via den svenska ambassadens kurirpost) till Svenska Akademien och Nobelstiftelsen, meddelade Solzjenitsyn sitt ändrade beslut att inte resa till Stockholm.
Den 4 december besökte Solzjenitsyn åter den svenska ambassaden, för att där överlämna en hälsning till nobelbanketten i Stockholms stadshus den 10 december. Solzjenitsyn mottogs på ambassaden av diplomat Lundström, som motvilligt mottog Solzjenitsyns anhållan om att skicka brevet med kurirposten. Lundström protesterade mot den sista meningen i hälsningen, som han menade innehöll ”politiska motiv” och inte var ”i ceremonins tradition”. Lundström meddelade även att det var sista gången som han mottog något brev från Solzjenitsyn, och att han inte under några omständigheter skulle motta nobelföreläsningen. Solzjenitsyn fick senare veta att Lundström förbjudits av ambassadör Jarring att motta någonting överhuvudtaget från Solzjenitsyn, och i stället för att använda ambassadens kurirpost postade Lundström brevet under en privat resa i Finland.

### Strykningar i nobelpristagarens hälsning
Kvällen för nobelfestligheterna tillbringade Solzjenitsyn tillsammans med några vänner uppe på vinden hos cellisten Mstislav Rostropovitj (där Solzjenitsyn var inneboende), där man följde festen via radio. Vid banketten i Stockholms stadshus lästes Solzjenitsyns hälsning upp av Svenska Akademiens dåvarande ständige sekreterare Karl Ragnar Gierow.
Den sista meningen i den ursprungliga hälsningen (”Måtte man vid detta rika bord icke glömma de politiska fångar, som i dag hungerstrejkar för sina starkt begränsade och fullkomligt förtrampade rättigheter.”) hade dock strukits av Gierow i samråd med Nobelstiftelsens ordförande Nils Ståhle. Solzjenitsyn syftade här, även om han inte skrev det rent ut, på de fångar i centralfängelset i Vladimir och i Potma som planerade att hungerstrejka just den 10 december.
Bland de oppositionella i Moskva, som hade spridit kopior av hälsningen i Samizdat-form, reagerade man mycket skarpt på utelämnandet och ansåg att ”det inte skulle skadat om man under festligheterna i Stadshuset ett ögonblick tänkt på dem som aldrig skulle kunna komma till en sådan bankett”. I en artikel i Pravda (officiellt organ för det sovjetiska kommunistpartiets centralkommitté) beskrevs Solzjenitsyn som en ”inre emigrant” (efter hans vägran att emigrera), ”främmande och fientlig mot folkets hela liv”, en person som ”dråsat ned i en avskrädesgrop” och vars romaner var ”smädeskrifter”. I Röda arméns tidskrift De väpnade styrkornas kommunist förklarades att ”Nobelpriset är fosterlandsförrädarens kainsmärke”.

### Sveriges regering möter kritik för undfallenhet

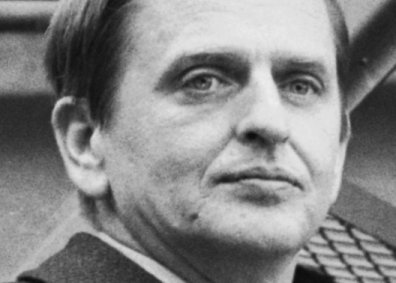
Sveriges statsminister Olof Palme drogs in i debatten.

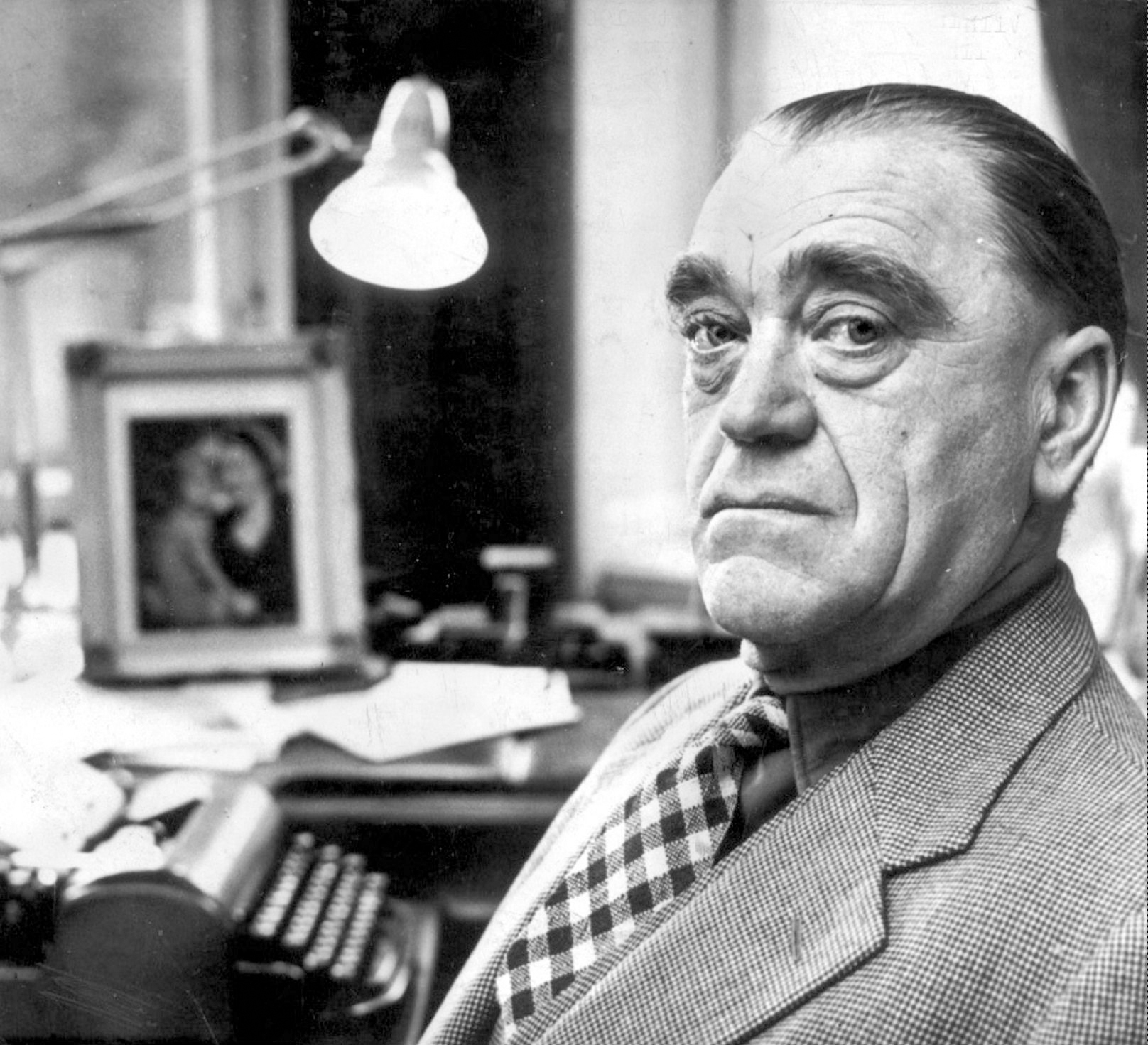
Författaren Vilhelm Moberg debatterade Solzjenitsyns mottagande av priset.

Några veckor efter nobelfesten skrev Per Gedin, förläggare vid Solzjenitsyns svenska utgivare Wahlström & Widstrand, ett kritiskt brev till Sveriges statsminister Olof Palme där han påpekade att det svenska utrikesdepartementets och ambassadens negativa hållning riskerade att skada både Sverige och Solzjenitsyn. Palme svarade Gedin i ett brev där han skrev att ambassaden kunde användas vid ett prisöverlämnande under förutsättning att den skedde på ett sådant sätt att ”ingen sammanblandning sker av svenska staten med Svenska Akademien”.
Hegge utvisades från Sovjetunionen i början av 1971, sannolikt på grund av sitt samröre med Solzjenitsyn. Svenska utrikesdepartementet kontaktades för att försöka få till stånd en gemensam nordisk reaktion, då Hegge var korrespondent för tre nordiska tidningar. Från Utrikesdepartementet svarade man att man varken ville beklaga eller protestera mot utvisningen, utan i stället att ”Hegge har själv bäddat för sin utvisning”. I september samma år utkom Hegges bok Solsjenitsyn kan inte komma, som handlar om turerna kring Solzjenitsynaffären. Boken ledde till mycket uppmärksamhet i såväl svensk som internationell press. Bland annat tog The New York Times upp boken i en artikel på tidningens ledarsida, där de framhöll att Sveriges ”internationella prestige inte precis fick någon glans genom att ge efter för Sovjets kulturpolitik i samband med Aleksandr Solzjenitsyns högt förtjänade Nobelpris i litteratur”. Tidningen fortsatte med att kritisera Palme personligen för att han inte tillåtit en officiell ceremoni på svenska ambassaden i Moskva. Palme svarade med en artikel i samma tidning, där han skrev att svenska ambassaden visst var villig att överräcka Nobelpriset. Däremot, skrev Palme, hade ”den svenska ambassaden med rätta protesterat mot den ceremoni som den svenske förläggarens representant [Gedin] hade krävt”. Palme tillade att: ”Jag har absolut inte satt mig emot någon ceremoni. Jag har helt enkelt lämnat frågans avgörande till den svenske ambassadören Gunnar Jarrings goda omdöme.”
Gedin tillbakavisade genast Palmes påståenden att han hade ”krävt en politisk manifestation riktad mot Sovjetunionen” och dementerade detta i flera svenska tidningar, varefter Palme personligen ringde upp Gedin för att ta tillbaka detta påstående. I samband med detta engagerade sig även författaren Vilhelm Moberg i debatten. I en insändare i Dagens Nyheter kritiserade han Palme och tog Gedin i försvar. Palme och Moberg möttes i en debatt i tv-programmet Kvällsöppet i Sveriges Television den 19 oktober 1971. Palme sade i programmet: ”Per Gedin och jag var överens om att priset skulle kunna utdelas i Moskva.” Detta har Gedin tillbakavisat i sin memoarbok Förläggarliv: ”Detta var ju milt sagt en sanning med modifikation. Det var ju inte att priset skulle utdelas, utan hur som var det avgörande.” Moberg gick hårt åt Palme i debatten och kritiserade denne för feghet och undfallenhet gentemot den sovjetiska regeringen.

### Privat nobelceremoni i Moskva förhindras
I samband med debatten som följde på utgivandet av Hegges bok skrev Gierow ett brev till Solzjenitsyn där han på nytt föreslog möjligheten till ett prisöverlämnande på den svenska ambassaden i Moskva. Solzjenitsyn svarade som tidigare, att han var villig att motta priset under förutsättning att överlämnandet skedde i öppenhet och att han i samband med detta skulle få möjlighet att hålla sin nobelföreläsning. ”Nobelpriset är väl inget tjuvgods, som måste överlämnas utan vittnen i ett låst rum?”, svarade han. Svenska utrikesdepartementet avböjde dock åter att ställa ambassaden till förfogande, denna gång med motiveringen att det inte fanns tillräckligt utrymme på ambassaden för en offentlig föreläsning med inbjudna gäster. Solzjenitsyn föreslog då i stället sin hustru Nataljas lägenhet som plats för en prisceremoni. Gierow samtyckte till detta förslag och man kom överens om att överlämnandet skulle ske på den rysk-ortodoxa påskdagen, den 9 april 1972. De sovjetiska myndigheterna vägrade dock att utfärda inresevisum för Gierow, varför även detta förslag föll.

### Solzjenitsyn utvisas och kan motta priset
Solzjenitsyns nobelföreläsning smugglades ut ur Sovjetunionen av den svenske journalisten Stig Fredrikson i slutet av april 1972. Den offentliggjordes i svensk och internationell press i augusti 1972 och trycktes även i Nobelstiftelsens utgåva av Les Prix Nobel för 1971.
Den 12 februari 1974 greps Solzjenitsyn av de sovjetiska myndigheterna, bland annat sedan publiceringen av Gulagarkipelagen i flera västländer rönt mycket uppmärksamhet. Följande dag berövades han sitt sovjetiska medborgarskap och sattes på ett flygplan till Västtyskland. I december 1974 kom han till Stockholm för att slutligen motta Nobelpriset vid den officiella ceremonin den 10 december samma år.
Solzjenitsyn levde därefter en kort tid i Schweiz och bosatte sig sedan i USA, där han levde i delstaten Vermont i drygt tjugo år. Han återfick sitt sovjetiska medborgarskap 1990 och efter Sovjetunionens fall återvände han år 1994 till sitt hemland, Ryssland.